# Centro Raja Ramanna per la tecnologia avanzata
Il Centro per la tecnologia Avanzata "Raja Ramanna" (RRCAT) è un'unità del Dipartimento dell'Energia Atomica del governo Indiano, impegnata in R&S su aree di ricerca non-nucleare di frontiera quali laser, acceleratori di particelle e tecnologie correlate.

## Storia
Il 19 febbraio 1984 l'allora presidente dell'India, Gyani Zail Singh, posò la prima pietra del centro. 
La costruzione di laboratori e case prese il via nel maggio 1984. Nel giugno 1986 venne trasferito pressi il RRCAT un primo gruppo di scienziati provenienti dal Bhabha Atomic Research Centre (BARC) di Mumbai e furono avviate le attività scientifiche del nuovo centro. 
Da allora il centro è rapidamente cresciuto fino a diventare un istituto di prestigio per la ricerca e lo sviluppo in laser, acceleratori di particelle e le loro applicazioni. 
Originariamente denominato "Centro per la tecnologia avanzata", nel dicembre 2005 è stato intitolato a Raja Ramanna dal Primo Ministro indiano, in onore dell'omonimo noto fisico indiano.

## Posizione
Il centro si trova all'estremità sud-occidentale di Indore, Madhya Pradesh. 
Dista circa 11 km dalla stazione ferroviaria di Indore e dall'aeroporto della medesima località. La cittadina più vicina è Rajendra Nagar.

## Attività di ricerca
RRCAT ha sviluppato due sorgenti di radiazione di sincrotrone chiamate "Indus": Indus-1 è un anello di accumulazione di elettroni da 450 MeV, mentre Indus-2 è un anello di accumulazione di booster che può energizzare gli elettroni a partire da un'energia di iniezione di 550 MeV fino a 2,5 GeV. RRCAT si occupa anche della formazione di giovani scienziati presso la BARC Training School situata nel campus, i quali possono in seguito entrare a far parte  come personale scientifico nelle diverse unità DAE come BARC Mumbai, IGCAR Kalpakkam, VECC Kolkata e RRCAT. Fornisce anche una solida base di ricerca in prima linea per dottorandi esterni in campi tecnici correlati.
RRCAT è stato anche attivamente coinvolto nel fornire assistenza scientifica e materiale al Large Hadron Collider promosso dal CERN.Inoltre, il centro conduce corsi di formazione, programmi di dottorato per intraprendere attività di ricerca e sviluppo nelle aree di frontiera di acceleratori di particelle, laser, criogenica, superconduttività, fisica del plasma e relativi campi ad alta tecnologia.